# Basilica del Santo Niño

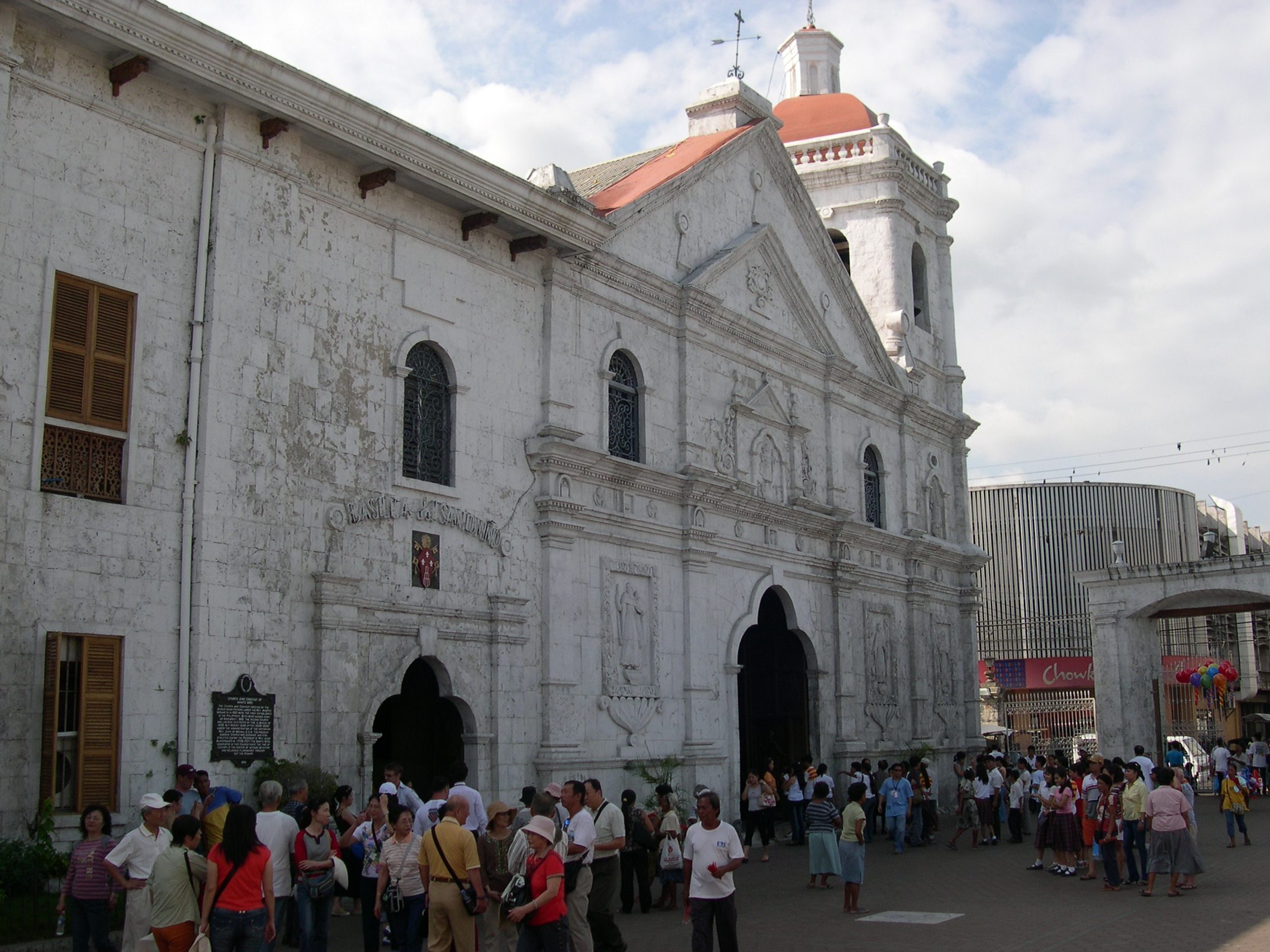
Basilica del Santo Niño in Cebu

Die Basilica del Santo Niño in Cebu City (Philippinen) wurde an dem Ort gebaut, an dem 1565 die Holzfigur des Santo Niño gefunden wurde. Diese Figur wurde am 14. April 1521 von Ferdinand Magellan nach seiner Ankunft auf der Insel Cebu Hara Humamay, der Frau des Herrschers Raja Humabon, geschenkt, da sich das Paar und viele Untertanen taufen ließen. Kurz darauf starb Magellan in einem Kampf auf der Nachbarinsel Mactan. 44 Jahre später eroberte Miguel López de Legazpi die Insel zurück. Da ihm die Einwohner Cebus feindselig gesinnt waren, ließ er deren Siedlung niederbrennen, um daraufhin die ersten spanischen Siedlungen mit den Namen Villa del Santísimo Nombre de Jesús (Dorf im heiligen Namen Jesus) und Villa de San Miguel (Dorf des heiligen Michael) zu errichten. Die Skulptur wurde nach dem Feuer in einer angesengten Holzkiste nahezu unversehrt gefunden.
Unmittelbar nach der Ankunft in Cebu im April 1565 gründete der mit Legazpi reisende Andrés de Urdaneta das Kloster Santo Niño, das erste Augustinerkloster auf den Philippinen. An der Stelle des Fundortes der Holzfigur errichtete der Ordensbruder Diego de Herrera 1566 dann eine Kirche aus Holz und Nipa, diese wurde jedoch schon bald von Feuer zerstört. Im Jahr 1605 wurde unter Pedro Torres an derselben Stelle mit dem Bau einer neuen Kirche begonnen. Dieses abermals aus Holz und Nipa konstruierte Bauwerk wurde 1626 fertiggestellt, brannte jedoch bereits zwei Jahre später ebenso nieder. Noch im selben Jahr, 1628, machte sich Juan Medina dann an den Wiederaufbau des Gotteshauses. Als Baumaterial fand nun eine Art Lehmziegel Verwendung – ein Novum zu jener Zeit. Das verwendete Material stellte sich jedoch als ungeeignet heraus, da sich die Lehmziegel beim Kontakt mit Luft und Klimaeinflüssen aufzulösen drohten, so dass diese dritte Kirche nie vollendet werden konnte.

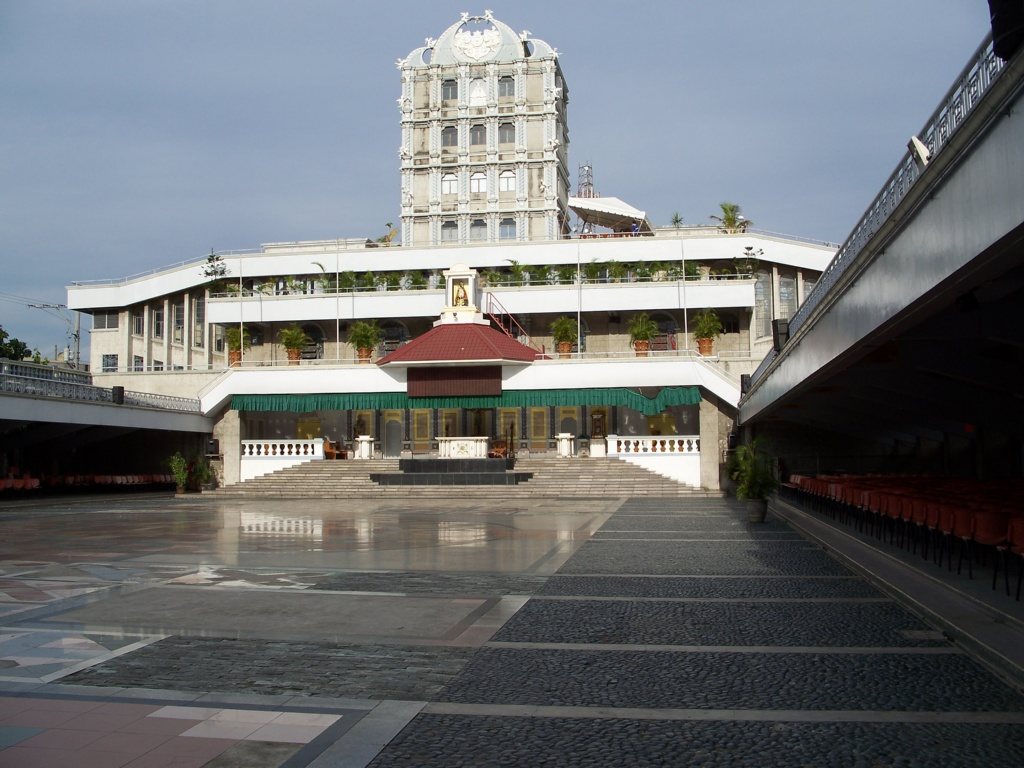
Das 1990 errichtete Pilgerzentrum der Basilika

Gut ein Jahrhundert später, im Februar 1735, wurden schließlich die Fundamente für die heute bekannte Basilika gelegt. Innerhalb von nur vier Jahren wurde das massive Steingebäude 1739 fertiggestellt. Als Baumaterial wurde nun Naturstein verwendet, der eigens aus Steinbrüchen in Capiz und Panay auf dem Seewege nach Cebu gebracht wurde. Zu dieser Zeit trug die Kirche noch den Namen San Agustin Church. Im Jahr 1889 wurden dem Bauwerk noch Fenster hinzugefügt und 1965 erfolgte eine umfangreiche Renovierung, die ursprüngliche Baustruktur aus dem 18. Jahrhundert blieb dabei jedoch erhalten.
Vierhundert Jahre nach Gründung des Konvents Santo Niño durch Andrés de Urdaneta wurde die Kirche 1965 von Papst Paul VI. zur Basilica minor ernannt. Im Zuge dessen erfolgte auch die Namensänderung in Basilica minore del Santo Niño. Im Jahr 1990 wurde im Vorhof der Basilika ein Pilgerzentrum errichtet. Dieses nicht überdachte Konstrukt bietet Platz für bis zu 3500 Pilger und in dessen Kellergeschoss ist ein eigenes Museum untergebracht. In dem Museum wird die Geschichte der Christianisierung der Philippinen dargestellt, die in Cebu ihren Ursprung hatte. Neben religiösen Gegenständen aus dem täglichen Leben des angrenzenden Konvents sind in dem Museum auch wertvolle Schmuckstücke wie Ringe und Halsketten ausgestellt, die über die Jahre hinweg von Gläubigen gespendet wurden.
Die einst von Magellan an Hara Amihan übergebene Holzfigur Santo Niños ist bis heute erhalten und wird im Inneren der Basilika, in einem Glaskasten geschützt, als Heiligtum bewahrt. Die Skulptur gilt als die älteste religiöse Reliquie auf den Philippinen.